# Medaglia commemorativa per i cento anni della ferrovia del Kazakistan
La medaglia commemorativa per i cento anni della ferrovia del Kazakistan è un premio statale del Kazakistan.

## Storia
La medaglia è stata istituita il 30 aprile 2004.

## Assegnazione
La medaglia viene assegnata ai cittadini kazaki e stranieri che hanno contribuito significativamente alla formazione e allo sviluppo del trasporto ferroviario nel Paese.

## Insegne
- La medaglia  è di ottone. Il dritto raffigura una mappa della Repubblica del Kazakistan con sovrapposte una locomotiva a vapore e una moderna locomotiva elettrica sui binari. Sotto l'immagine troviamo le date "1904-2004". Nel rovescio della medaglia vi è la scritta "100 anni di ferrovia del Kazakistan" (In kazako:Казакстан темiр жолына 100 жыл. 100 лет железной дороге Казахстана). Nella parte inferiore troviamo un ornamento nazionale.
- Il  nastro è azzurro con un doppio bordo, uno bianco e l'altro verde oliva.